# Социальное моделирование
Социальное моделирование — это область исследований, которая применяет вычислительные методы для изучения проблем в социальных науках. Исследуемые вопросы включают в себя проблемы вычислительного права, психологии, организационного поведения, социологии, политологии, экономики, антропологии, географии, инженерии, археологии и лингвистики.
Социальное моделирование направлено на преодоление разрыва между описательным методом, используемым в социальных науках, и формальным методом, используемым в естественных науках, путем смещения акцента на процессы/механизмы/поведение, которые строят социальную реальность. В социальном моделировании компьютеры поддерживают человеческую мыслительную деятельность, используя эти механизмы. Эта область исследует моделирование обществ как сложных нелинейных систем, которые трудно изучать с помощью классических математических моделей, основанных на уравнениях. Роберт Аксельрод рассматривает социальное моделирование как отдельный метод исследования, отличающийся как от дедуктивного, так и от индуктивного метода. Это генерация данных, которые могут быть проанализированы индуктивно, но исходящих из строго определенного набора правил, а не из непосредственных измерений. Таким образом, социальное моделирование подобно созданию искусственных обществ. Подход социального моделирования к социальным наукам продвигается и координируется ассоциациями, такими как ESSA.

## История и развитие
История агентного моделирования восходит к теоретической машине фон Неймана, способной воспроизводить саму себя. Устройство, предложенное фон Нейманом, будет следовать точно детальным инструкциям по созданию копии самого себя. Эта концепция была затем усовершенствована математиком Станиславом Уламом. Улам предложил построить машину на бумаге, как набор ячеек на сетке. Эта идея заинтриговала фон Неймана, и он создал первое из устройств, позже названных клеточными автоматами. Еще одно усовершенствование внес математик Джон Конвей. Он сконструировал известную игру «Жизнь». В отличие от машины фон Неймана, игра Конвея действовала по простым правилам в виртуальном мире в пределах шахматной доски.
Рождение агент-ориентированной модели как модели социальных систем было в первую очередь вызвано компьютерным ученым Крейгом Рейнольдсом. Он попытался смоделировать реальность живых биологических агентов, искусственную жизнь — термин, придуманный Кристофером Лэнгтоном. Джошуа Эпштейн и Роберт Экстелл разработали первую крупномасштабную модель агента, Sugarscape, чтобы смоделировать и исследовать роль таких социальных явлений, как сезонные миграции, загрязнение окружающей среды, половое размножение, войны, заражение. Кэтлин Карли, президент-основатель Североамериканской ассоциации вычислительных социальных и организационных систем, основала журнал для социального моделирования применительно к организациям и сложным социально-техническим системам: Computational and Mathematical Organization Theory.
Исследователи Найджел Гилберт и Клаус Троицч создали первый учебник по социальному моделированию: Simulation for the Social Scientist (1999) и основали журнал — приложение к нему: Journal of Artificial Societies and Social Simulation. Ещё один исследователь, Рон Сан, разработал методы для обоснования агентного моделирования на моделях человеческого познания, известных как когнитивное социальное моделирование.

## Темы исследований
Вот некоторые примеры тем, которые были исследованы с помощью социального моделирования:
- Социальные нормы: Роберт Аксельрод использовал моделирование для исследования основ морали; другие учёные моделировали возникновение норм с помощью мемов[5], а именно, как социальные нормы и эмоции могут регулировать друг друга[6].
- Социальные институты: исследование того, при каких условиях агентам удается координировать свои действия[7], моделирование работ Роберта Патнэма о гражданских традициях[8].
- Репутация: создание агентов на основе модели репутации Пьера Бурдьё (имидж, социальное уважение и престиж) и наблюдение за их поведением на виртуальном рынке[9].
- Передача знаний и социальные процессы науки: в журнале «Journal of Artificial Societies and Social Simulation» есть специальный раздел на эту тему[10]

## Виды социального моделирования
Социальное моделирование может относиться к общему классу стратегий для понимания социальной динамики с использованием компьютеров для моделирования социальных систем. Оно позволяет более систематически рассматривать возможные результаты. Существует четыре основных типа социального моделирования:
- Моделирование на системном уровне
- Агент-ориентированное социальное моделирование
- Агентное моделирование

Социальное моделирование может подпадать под рубрику вычислительной социологии, которая является недавно разработанной отраслью социологии, использующей вычисления для анализа социальных явлений. Основная предпосылка вычислительной социологии заключается в использовании преимуществ компьютерного моделирования при построении социальных теорий. Она включает в себя понимание социальных агентов, взаимодействие между этими агентами и влияние этих взаимодействий на социальную совокупность. Хотя предмет и методология социальных наук отличаются от естественнонаучных или компьютерных, некоторые из подходов, используемых в современном социальном моделировании, происходят из таких областей, как физика и искусственный интеллект.

### Моделирование на системном уровне
Моделирование на системном уровне — это самый старый уровень социального моделирования. Моделирование на системном уровне рассматривает ситуацию в целом. Этот теоретический взгляд на социальные ситуации использует широкий спектр информации для определения того, что должно произойти с обществом и его членами при наличии определенных переменных, какую реакцию они должны иметь на новую ситуацию. Навигация по этому теоретическому моделированию позволит исследователям разработать обоснованные идеи о том, что произойдет при некоторых конкретных переменных. Например, если бы НАСА проводило моделирование на системном уровне, это принесло бы пользу организации, предоставив экономически эффективный метод исследования для навигации по моделированию. Это позволяет исследователю ориентироваться в виртуальных возможностях данного моделирования и разрабатывать процедуры обеспечения безопасности, а также получать проверенные факты о том, как будет развиваться та или иная ситуация. Моделирование на системном уровне направлено на конкретное предсказание и передачу любого количества действий, поведения или возможностей почти любого человека, объекта, конструкции в системе с использованием большого набора уравнений. Модель — это представление конкретной вещи, начиная от объектов и людей до структур и продуктов, созданных с помощью математических уравнений и спроектированных с использованием компьютеров таким образом, что они могут стоять в качестве вышеупомянутых вещей в исследовании. Модели могут быть либо упрощенными, либо сложными, в зависимости от необходимости того или другого; однако модели предназначены  быть проще того, что они представляют, оставаясь реалистически похожими, чтобы их можно было точно использовать. Они построены с использованием набора данных, переведенных на вычислительные языки, которые позволяют им представлять рассматриваемую систему.

### Агент-ориентированное социальное моделирование
Агент-ориентированное социальное моделирование состоит из моделирования различных обществ и размещения искусственных агентов в компьютерно-моделируемом обществе для наблюдения за их поведением. Из этих данных можно узнать о реакциях искусственных агентов и перевести их в результаты реальных агентов и симуляций. Три основные области — агентные вычисления, социальные науки и компьютерное моделирование.   Именно здесь разрабатываются и теоретизируются социальные явления. Основной целью агент-ориентированного социального моделирования является предоставление моделей и инструментов для агентного моделирования социальных явлений. С его помощью мы можем исследовать различные исходы для явлений, которые мы, возможно, не сможем увидеть в реальной жизни, и получить ценную информацию о результатах социальных явлений.

### Агентное моделирование
Агентное моделирование — это система, в которой агенты взаимодействуют в совокупности независимо друг от друга. Каждый отдельный агент отвечает за различные формы поведения, которые приводят к коллективному поведению. Эти модели поведения в целом помогают определить работу сети. Оно фокусируется на человеческих социальных взаимодействиях и на том, как люди работают вместе и общаются друг с другом, не имея единогогруппового разума. Это по существу означает, что он имеет тенденцию сосредотачиваться на последствиях взаимодействий между людьми (агентами) в популяции. Исследователи могут лучше понять этот тип моделирования, используя динамику на меньшем, более локализованном уровне. Простые индивидуальные правила или действия могут привести к согласованному групповому поведению. Изменения в этих индивидуальных действиях могут повлиять на группу в любой выбранной популяции.
Агентное моделирование — это экспериментальный инструмент для теоретических исследований. Оно позволяет иметь дело с более сложными индивидуальными формами поведения, такими как адаптация. В целом, с помощью этого типа моделирования создатель, или исследователь, стремится моделировать поведение агентов и связь между ними, чтобы лучше понять, как эти индивидуальные взаимодействия влияют на всю популяцию. По сути, это способ моделирования и понимания различных глобальных закономерностей.
Агентное моделирование наиболее полезно для обеспечения моста между микро-и макроуровнями, что является значительной частью того, что изучает социология. Агентные модели наиболее подходят для изучения процессов, в которых отсутствует централизованная координация, включая возникновение институтов, которые, будучи однажды созданы, устанавливают порядок сверху вниз. Модели фокусируются на том, как простые и предсказуемые локальные взаимодействия порождают знакомые, но очень детализированные глобальные модели, такие как возникновение норм и участие в коллективных действиях. Майкл У. Мейси и Роберт Уиллер  обнаружили, что существуют две основные проблемы с агентным моделированием самоорганизации социальной структуры и возникновением социального порядка.
Возникающая структура: в этих моделях агенты меняют местоположение или поведение в ответ на социальные влияния или давление отбора. Агенты могут начать свою деятельность недифференцированно, а затем изменить местоположение или поведение, чтобы не стать другими или изолированными. Однако вместо того, чтобы создавать однородность, эти конформистские решения объединяются для создания глобальных моделей культурной дифференциации, стратификации и кластеризации в локальных сетях. Другие исследования обращают этот процесс вспять, начиная с гетерогенной популяции и заканчивая конвергенцией: координацией, диффузией и внезапным крахом норм, конвенций, инноваций и технологических стандартов.
Возникающий социальный порядок: эти исследования показывают, как эгоистическая адаптация может привести к успешному коллективному действию без альтруизма или глобального (сверху вниз) навязывания контроля. Ключевым выводом многочисленных исследований является то, что жизнеспособность доверия, сотрудничества и коллективных действий в решающей степени зависит от прочности взаимодействия.
Эти примеры просто показывают сложность нашей среды и то, что агентные модели предназначены для изучения минимальных условий, простейшего набора предположений о человеческом поведении, необходимых для возникновения данного социального явления на более высоком уровне организации.

## Критика
С момента своего создания компьютеризированное социальное моделирование подвергалось некоторой критике в отношении его практичности и точности. Упрощение социального моделирования для формирования сложных моделей, иногда рассматривается как недостаток, поскольку использование довольно простых моделей для моделирования реальной жизни с помощью компьютеров не всегда является лучшим способом предсказать поведение. Основные тезисы критиков следующие:
1. Симуляции, созданные человеком на основе математических интерфейсов, предсказывают человеческое поведение слишком простым способом, поскольку действия человека слишком сложны и непредсказуемы.
2. Моделирование не может просветить исследователей относительно того, как люди взаимодействуют или ведут себя способами, не запрограммированными в их моделях. По этой причине область моделирования ограничена тем, что исследователи уже должны знать, что они собираются найти, поскольку они не могут обнаружить ничего, что они сами не поместили в модель.
3. Из-за сложности того, что измеряется, моделирование должно проводиться непредвзятым образом; однако, когда модель работает на заранее подготовленном наборе инструкций, закодированных в нее моделистом, предубеждения существуют почти повсеместно.
4. Очень трудно и часто непрактично пытаться связать выводы из абстрактного мира, создаваемого симуляцией, с нашим сложным обществом и всеми его вариациями.

Тем не менее, конкурирующие теории из социальных наук гораздо проще, чем те, которые достигаются с помощью моделирования, и поэтому страдают вышеупомянутыми недостатками гораздо сильнее. Теории в некоторых социальных науках имеют тенденцию быть линейными моделями, а не динамическими, и обычно выводятся из небольших лабораторных экспериментов (которые наиболее распространены в психологии, но редко в социологии, политологии, экономике и географии). Поведение популяций агентов в рамках этих моделей редко проверяется эмпирическими наблюдениями.